# Mollinedia simulans
Mollinedia simulans är en tvåhjärtbladig växtart som beskrevs av Macbride. Mollinedia simulans ingår i släktet Mollinedia och familjen Monimiaceae. Inga underarter finns listade i Catalogue of Life.